# Lars Enqvist
Lars Ove Enqvist, folkbokförd Enkvist, född 11 maj 1945, är en svensk före detta friidrottare (långdistanslöpare). Han tävlade för Karlskoga IS(?) och Kils AIK.